# Любеново (област Стара Загора)
Вижте пояснителната страница за други значения на Любеново.
Любеново е село в Южна България. То се намира в община Раднево, област Стара Загора.

## География
Село Любеново (старото име – Джедъгьол) се намира в община Раднево, област Стара Загора. Селото е на 12 километра от град Раднево. В северния край на селото тече река Сазлийка.

## Културни и природни забележителности
В селото има паметник на 16 починали руски войници на път към Русия след победата над турците в Руско-турската освободителна война. От нивите идва една голяма вълна и обръща влака с руснаците и те загиват, въпреки че са оцелели след войната. През 2008 година паметникът се реставрира със съдействието на „Мини Марица-изток“ и със съдействието на починалия на 30 май 2009 кмет на град Раднево – Нончо Воденичаров. Името на паметника е КАЗАШКИЯ ГРОБ.
До спирката на ЖП линията има паметник на мястото, където е обявено Септемврийското въстание през 1923 г. Сега е разрушен.
До селото има две големи могили. Едната в югоизточния край, а другата в югозападния край на село Любеново. В края на частта от селото, наричана „Спирката“, има старо турско гробище, но вече върху него от много години се сеят различни сечива.
В северозападната част на селото по черния път за съседното село Априлово има голям язовир. В североизточната част на селото по пътя за другото съседно, село Константиновец има сонда, чиято вода става и за пиене.

## Други
В центъра на село Любеново през 2008 година е построен хотел в сградата на бившата здравна служба. По-късно основното и прогимназиалното училище също са превърнати в хотел. 
През 2007 е ремонтирано читалище „Искра“, което навършва 80 години. На него е поставена паметна плоча, на която е написано, че от това село е родът Крачолови на поета Пею Яворов. То се намира в центъра на селото.

## Личности

#### Родени в Любеново
- Теньо Минчев (* 1954), български футболист